# Cao Thiên Trang
Cao Thiên Trang (sinh ngày 1 tháng 10 năm 1993) là một diễn viên người mẫu Việt Nam. Cô từng tham gia và đoạt giải Á quân 2 chương trình Vietnam's Next Top Model 2012 và sau đó cô tiếp tục quay lại và lọt vào Top 5 chung cuộc Vietnam's Next Top Model 2017 All-Stars. Năm 2023, cô tham dự Hoa hậu Hoàn vũ Việt Nam và dừng chân ở Top 5 chung cuộc.

## Tiểu sử
Cao Thiên Trang sinh ra và lớn lên ở Thành phố Hồ Chí Minh, cô sinh viên trường Cao đẳng Tài chính Hải quan TP.HCM này đã tạm ngừng việc học để theo đuổi sự nghiệp người mẫu của mình khi 18 tuổi.

## Sự nghiệp
Cao Thiên Trang là thí sinh đã chiến thắng trong cuộc thi Top Model Online, phần thi khởi động trước mùa giải mới của Vietnam’s Next Top Model và cô đã được quyền đặt cách vào thẳng vào vòng thi hình thể. Nhưng cô đã thẳng thừng từ chối quyền đặt cách vào vòng trong với một lý do hết sức đơn giản: muốn chứng minh khả năng của mình trước BGK. Cô đã từng bước chinh phục BGK và giành vị trí Á quân 2 Vietnam’s Next Top Model 2012 Cycle 3 tại New York Fashion Week 13, trình diễn cho các BST Thời trang Xuân – Hè của các nhà thiết kế nổi tiếng thế giới: Limelight Show, Hybirds of the deep blue sea, Houte Couture show. Ngoài ra còn sải bước catwalk ở một số chương trình lớn trong nước như Tuần lễ thời trang Xuân Hè 2013, The Muse (Đỗ Mạnh Cường), Adrian Anh Tuấn.
Sau 5 năm đạt danh hiệu á quân, cô đã trở lại vào năm 2017 với tư cách là thí sinh chương trình Vietnam's Next top Model 2017 All-Stars, cô cùng với Kikki Lê, Thùy Dương lập thành Team Sang và cuối cùng lọt vào Top 5 cuộc thi.
Năm 2017, cô cùng Thùy Dương làm Mentor tuyển chọn người mẫu quốc tế cho công ty Nomad MGMT của Coco Rocha tại Việt Nam. 
Năm 2019, cô được mời đóng vai diễn trong bộ phim Hoa Hậu Giang Hồ của đạo diễn Lương Mạnh Hải cùng với siêu mẫu- hoa hậu Minh Tú. Bộ phim đã đưa tên tuổi cô được biết đến nhiều hơn.
Nam 2021, cô được mời làm cố vấn chuyên môn thuộc team Mạc Trung Kiên cho chương trình The Face Online By Vespa cùng với Cao Ngân và Nguyễn Hợp.
Năm 2023, cô chính thức ghi danh tại cuộc thi Hoa hậu Hoàn vũ Việt Nam 2023.

## Người mẫu thương mại

### Video quảng cáo
| Năm  | Brand/ Tổ chức | Sản phẩm/ Campaign | Ghi chú |
| ---- | -------------- | ------------------ | ------- |
| 2016 | IVY Moda       | The Art Fair       | [ 5 ]   |
| 2021 | Menard Vietnam |                    |         |

## Tạp chí
| Năm  | Tạp chí | Tháng |
| ---- | ------- | ----- |
| 2013 | RSVP    |       |
| 2013 |         |       |
| 2013 | FAME    |       |
| 2013 | Đẹp     | 10    |
| 2014 | Marry   | 09    |
| 2016 | Đẹp     | 10    |

## Show diễn tiêu biểu
| Năm  | Vị trí     | Bộ sưu tập | Khuôn khổ                            | Nhà thiết kế/ brand | Ref   |
| ---- | ---------- | ---------- | ------------------------------------ | ------------------- | ----- |
| 2013 | First Face |            | Tuần lễ thời trang Việt Nam thu đông | Vũ Việt Hà          | [ 6 ] |
| 2014 | First Face | AST        | ELLE Fashion Show                    | Võ Công Khanh       | [ 7 ] |
| 2015 | Vedette    |            | Vietnam International Fashion Week   | Lilam               |       |
| 2019 | Vedette    |            | Vietnam Runway Fashion Week          | Hà Linh Thư         |       |

## Phim điện ảnh
| Năm  | Tên phim         | Đạo diễn       | Ngày khởi chiếu |
| ---- | ---------------- | -------------- | --------------- |
| 2019 | Hoa Hậu Giang Hồ | Lương Mạnh Hải | 19/11/2019      |
| 2023 | Chị Chị Em Em 2  | Vũ Ngọc Đãng   | 22/1/2023       |

## Thành tích
- Á quân 2 Vietnam's Next Top Model 2012
- Casting tại New York Fashion Week'13
- Đã từng trình diễn cho các BST Thời trang Xuân-Hè của các nhà thiết kế nổi tiếng trên thế giới:Limelight Show:Hybrids of the deep blue sea
- Haute Couture show
- Ngoài ra còn 1 số show lớn trong nước: Tuần lễ thời trang Xuân Hè 2013, The Muse (ĐMC), Adrian Anh Tuấn
- Top 5 Vietnam's Next Top Model All-Stars.
- Top 5 Hoa hậu Hoàn vũ Việt Nam 2023.

## Danh sách chương trình
| Năm  | Chương trình hoặc Cuộc thi     | Vai trò           | Phát sóng trên    |
| ---- | ------------------------------ | ----------------- | ----------------- |
| 2012 | Vietnam's Next Top Model       | Thí sinh          | VTV3              |
| 2017 | Vietnam's Next Top Model       | Thí sinh          | VTV3              |
| 2017 | Kỳ Tài Thách Đấu               | Khách mời         | HTV7              |
| 2018 | Phiên Tòa Tình Yêu             | Khách mời         | HTV2              |
| 2018 | Bar Stories                    | Khách mời         | Youtube           |
| 2019 | Khi Chàng Trai Vào Bếp (Mùa 2) | Khách mời         | Youtube           |
| 2020 | Bộ 3 Siêu Đẳng                 | Khách mời         | VTV3              |
| 2021 | The Face Online by Vespa       | Cố vấn chuyên môn | Facebook, Youtube |
| 2021 | Có hẹn lúc 22 giờ              | Khách mời         | HTV9              |
| 2023 | Hoa hậu Hoàn vũ Việt Nam       | Thí sinh          | VTV3              |
| 2025 | Hoa hậu Hoàn vũ Việt Nam       | Quản trại sinh    |                   |